# Berlin-Ahrensfelde

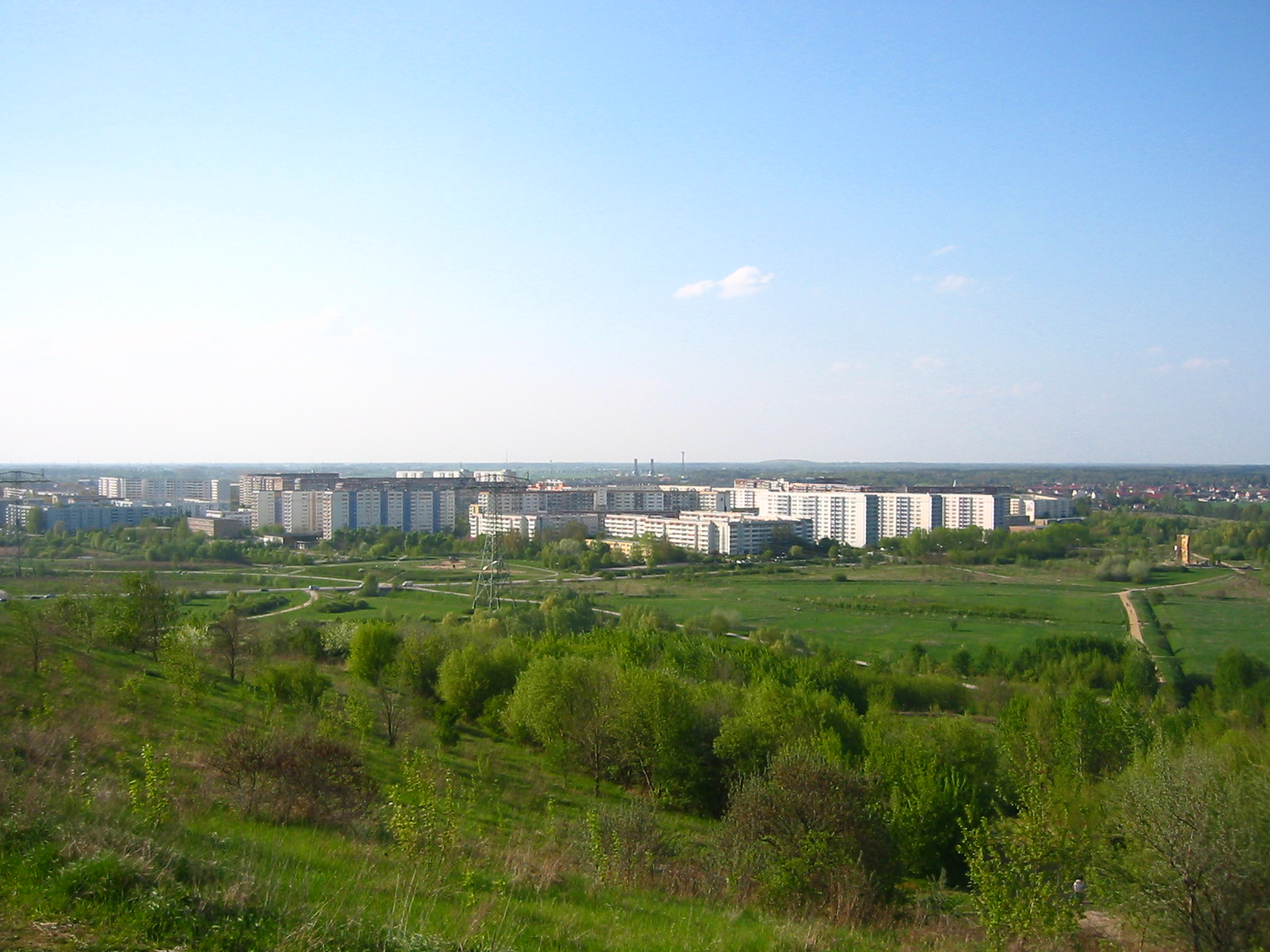
Zicht op Ahrensfelde vanaf de Ahrensfelder Berge

De Berlijnse wijk Ahrensfelde, officieel Marzahn-Nord, ligt in het noorden van het stadsdeel Marzahn, in het district Marzahn-Hellersdorf. De wijk telt ruim 25.000 inwoners.
Vanaf het einde van de jaren 1970 ontstond in het Oost-Berlijnse Marzahn een grootschalig nieuwbouwgebied, waar naar een geprefabriceerd eenheidsontwerp (Plattenbau) hoge woontorens verrezen en waar uiteindelijk ruim 100.000 mensen gehuisvest zouden worden. De bouwwoede beperkte zich niet tot het grondgebied van Berlijn: het nieuwe stadsdeel strekte zich deels uit over de stadsgrenzen tot in de gemeente Ahrensfelde. Na de Duitse hereniging vond echter een aantal grenscorrecties plaats tussen Berlijn en het omliggende bondsland Brandenburg. In oktober 1990 werd het nieuwbouwgebied in Ahrensfelde bij de Duitse hoofdstad gevoegd en ging het als Marzahn-Nord deel uitmaken van het stadsdistrict Marzahn. Hetzelfde gebeurde met een deel van Hellersdorf, dat voorheen tot de gemeente Hönow behoorde. De voormalige stadsgrens is nog altijd duidelijk te herkennen als groenstrook, de Seelgraben, die Ahrensfelde scheidt van de rest van Marzahn.
Ahrensfelde wordt ontsloten door een tweetal tramlijnen, die hun eindpunt in de wijk hebben, alsmede door het station Ahrensfelde, dat het eindpunt is van S-Bahnlijn S7 naar het Berlijnse centrum en Potsdam en bovendien bediend wordt door regionale treinen naar station Berlin-Lichtenberg en Werneuchen.